# اشتفان دنیفل
اشتفان دنیفل (آلمانی: Stefan Denifl؛ زادهٔ ۲۲ سپتامبر ۱۹۸۷) دوچرخه‌سوار اهل اتریش است.
از باشگاه‌هایی که در آن رکاب زده‌است می‌توان به آی‌ای‌ام سایکلینگ، تیم دوچرخه‌سواری وکانسولیل–دی‌سی‌ام، تیم ترک-سگافردو، و آکوا بلو اسپورت اشاره کرد.